# هتل کازینوی اشلان پلیس لاس وگاس
اشلون پلیس نام یک هتل کازینوی ناتمام در نوار لاس وگاس بود.